# Femuroacetubulär impingement

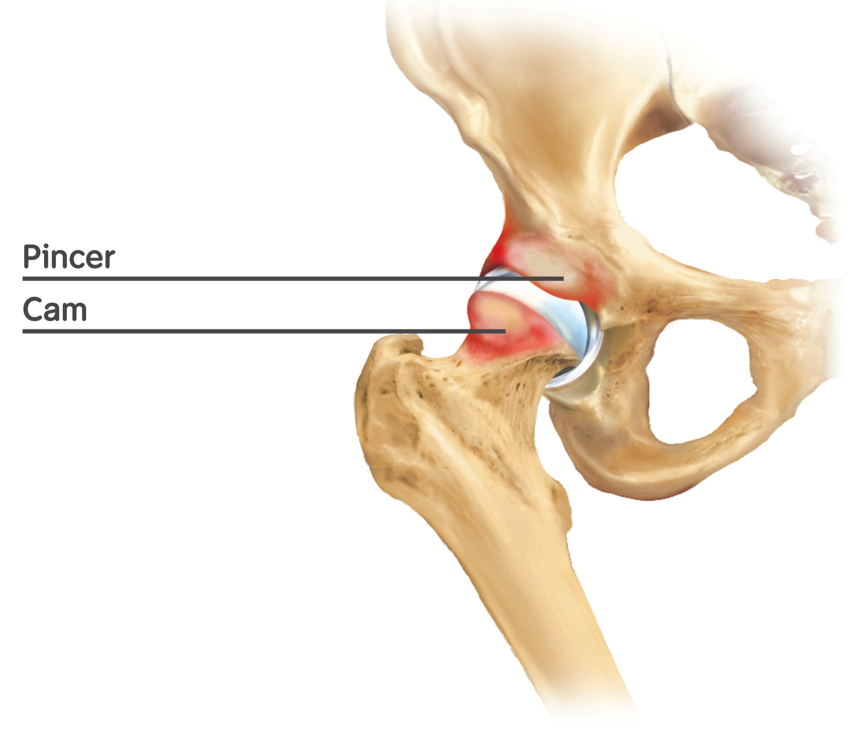
CAM och Pincer

Femuroacetubulär impingement (FAI) eller höftimpingement är ett tillstånd som kan orsaka smärta i höften, som beror på lednära förändringar av två typer: CAM och pincer. CAM är fjorton gånger vanligare hos män och genomsnittlig ålder för symtomdebut är 32 år. Pincer är 3 gånger vanligare hos kvinnor och den genomsnittliga åldern för symtomdebut är 40 år. I 82 procent av alla fall förekommer CAM och pincer tillsammans.
Förändringarna kan orsaka smärta och skada mjukdelar runt höftleden. Det saknas konsensus om varför detta tillstånd uppstår. Evidensen antyder att tillståndet beror på morfologiska förändringar som uppstår hos skeletalt omogna individer. Förändringarna anses vara anpassningar till repetitiv och kraftfull belastning av höften under uppväxten. När tillväxtzonerna slutit sig sker bara begränsad tillväxt av CAM-förändringar.
CAM-förändringar är 2-8 gånger vanligare hos idrottare inom fotboll, hockey och basket, jämfört med hos individer som inte idrottar. De här idrotterna innebär intensiv och upprepad belastning på höfterna. Det anses finnas en genetisk predisposition för att utveckla CAM-förändringar. När det gäller riskfaktorer för att utveckla Pincer är underlaget sparsamt i litteraturen. På grund av bristande samstämmighet om hur tillståndet bör klassificeras, saknas tillförlitliga data om hur vanligt tillståndet är. Förekomst av CAM-förändringar anses öka risken för höftledsartros senare i livet.

## Definition och konsekvens

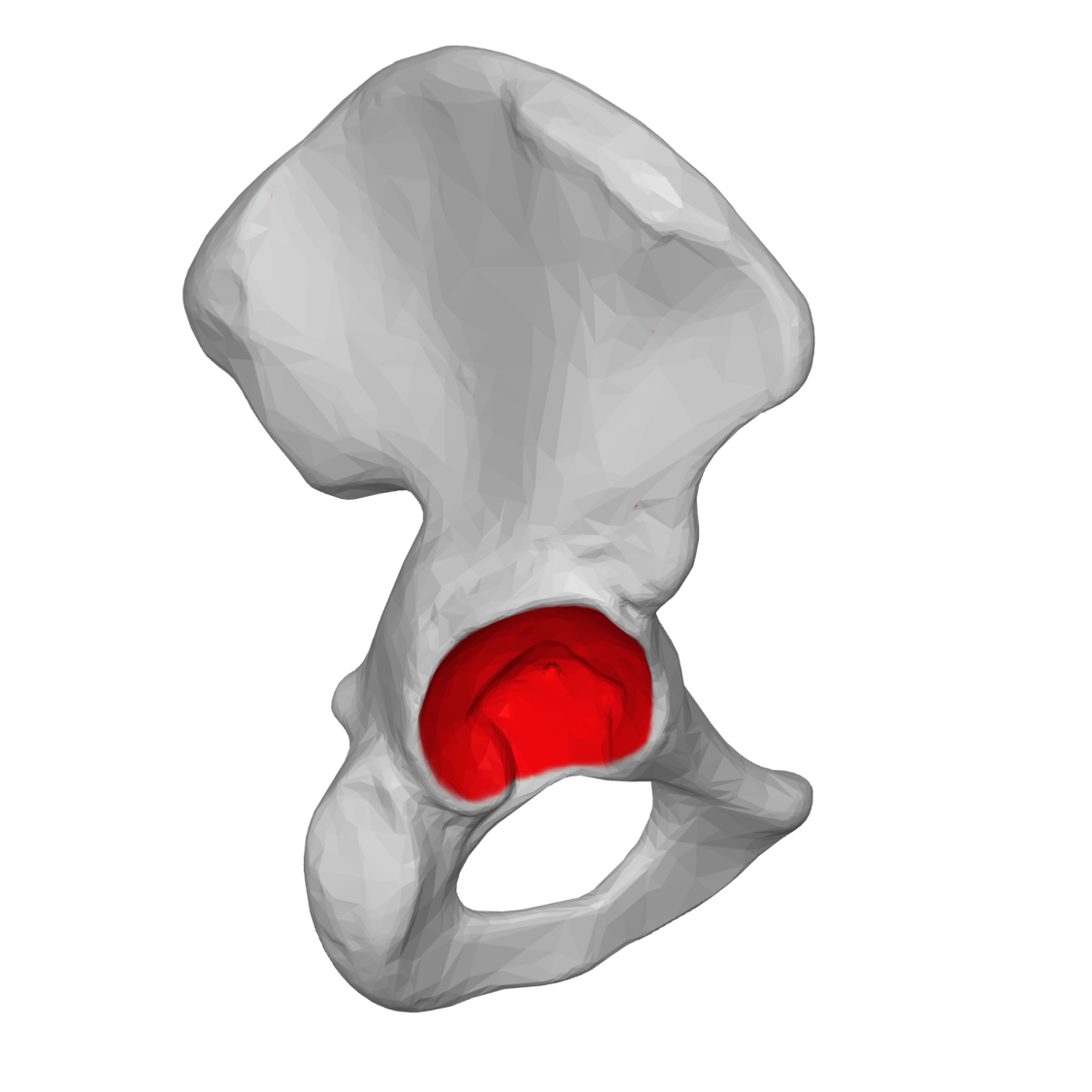
Acetabulum

FAI definieras som ett rörelsebetingat tillstånd i höftleden orsakat av kollision mellan femurskaftet och kanten på acetabulum på grund av CAM- och eller pincer-förändringar. Broskringen i acetabulum, labrum, kan klämmas in och skadas, vilket kan ge upphov till smärta. Förändringarna kan också orsaka broskskador. Orsakerna bakom FAI är okänd, men anses vara vanligare bland idrottare som utsätter höfterna för hög belastning under uppväxten.

## Symptom
Vanliga symtom kan vara:
- Smärta i ljumskarna
- Stelhet i ljumskarna
- Vikningstendenser
- Huggsmärtor
- Nedsatt rörlighet i höften
- Knäppningar i höften.[2]

Höften är en svår region att diagnosticera, då många olika strukturer kan ge smärta här.

## Diagnos

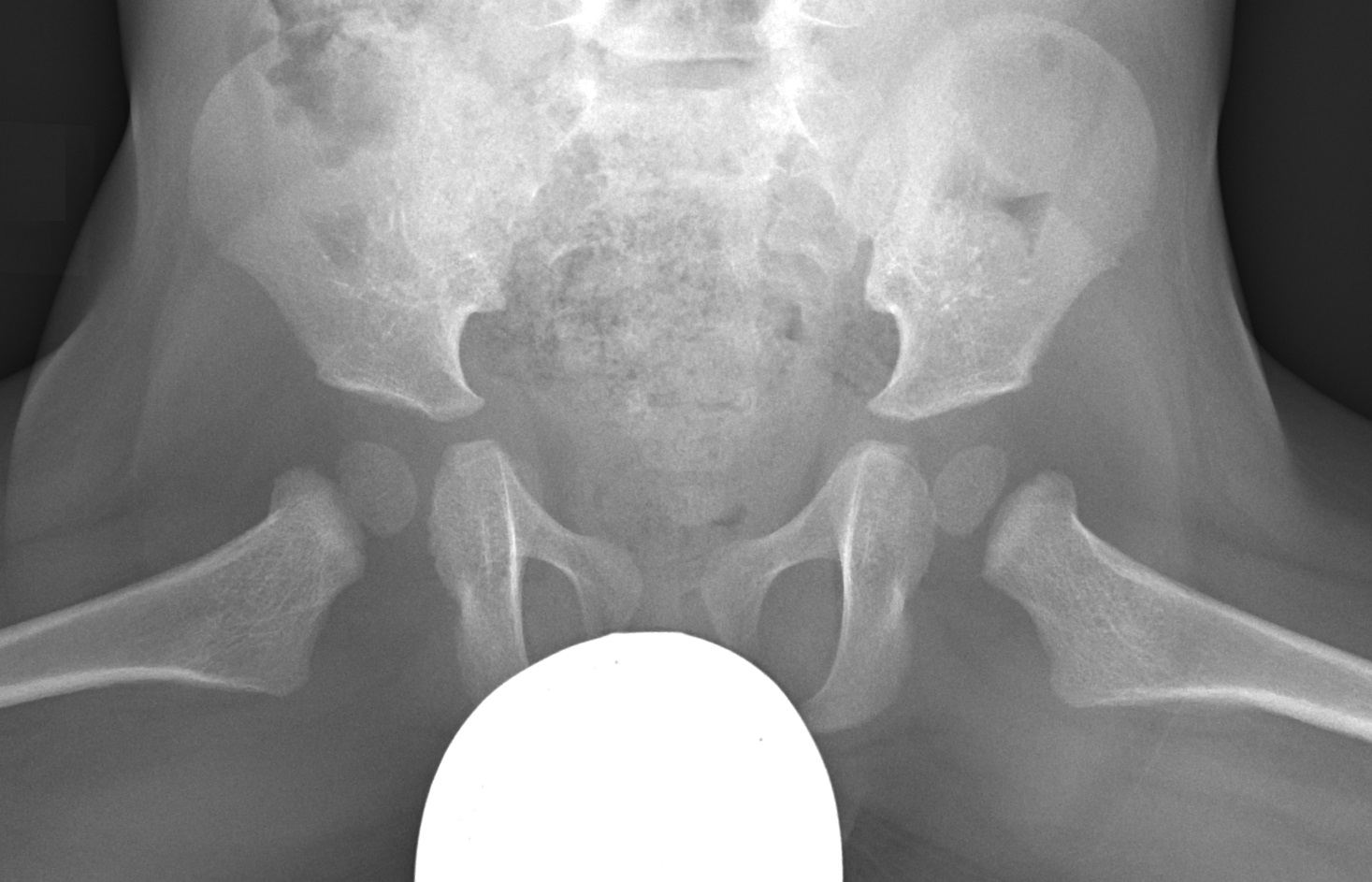
Lauensteinprojektion

Det finns inga enskilda specifika tester som visat sig vara tillförlitliga för att skilja på FAI och andra smärttillstånd i höft och ljumske. Ett test som ofta föreslås är en kombination av flexion, adduktion och inåtrotation av höftleden (FADIR). Detta test har dock inte kunnat visas vara vare sig sensitivt eller specifikt för FAI. Åsikterna går dock isär något runt detta. I The Warwick Agreement anses testet sensitivt men inte specifikt. Testet anses alltså ofta vara positivt vid förekomst av FAI, men är även positivt vid andra åkommor i höften. Inte sällan är inåtrotation av höften smärtande och begränsad. Vid misstanke om FAI utförs ofta röntgen med lauensteinprojektion av höftleden. För diagnos krävs att det föreligger symtom, positiva fynd vid kliniska tester och typiska fynd vid röntgen. Bara fynd på röntgen utan symptom ger ingen diagnos.
En dansk konsensusartrikel från 2021 menar att begränsad och smärtsam inåtrotation med 90 graders höftflexion är det bästa kliniska testet för att fånga upp FAI. FADIR var det bästa testet för att utesluta FAI, alltså om testet inte gjorde ont var sannolikheten stor att FAI inte förelåg.

## Behandling
Flera behandlingar föreslås i litteraturen:
- Fysioterapi
- intraartikulära kortisoninjektioner
- kirurgi.

### Fysioterapi
Det finns ingen klar konsensus runt vilken typ av träningsupplägg som är bäst för detta tillstånd. En stor mängd olika träningsprotokoll finns beskrivna i litteraturen. Träning av bålstabilitet och höftmuskulatur i olika varianter är vanligt förekommande.  Ofta krävs också aktivitetsanpassning. Denna typ av åtgärder har visats förbättra funktion i höften. Generellt ger forskningen stöd för att fysioterapi är bra att prova innan kirurgiska ingrepp, då riskerna med åtgärderna är små samt då det finns en måttlig chans till förbättring.

### Intraartikulära kortisoninjektioner
Det vetenskapliga underlaget för denna typ av åtgärd är begränsat. I mindre studier påvisats mycket kortvariga effekter på smärta. Begränsat stöd finns för att intraartikulär injektion i höftleden kan vara prediktivt för utfall av operation.

### Kirurgi
Det är svårt att utvärdera utfall av kirurgi på grund av bristande samstämmighet vad gäller diagnostiska kriterier för FAI. Smärtlindring av intraartikulär kortisoninjektion kan vara positivt för utfall av kirurgi. Positiva prediktorer för kirurgi föreslås vara:
- ung ålder
- BMI ᐸ 24,5 kg/m
- manligt kön
- ålder över 45 år.
- Ingen minskning av ledspringa
- smärtlindring av preopeativ intraartikulär kortisoninjektion.

Negativa prediktorer angavs vara:
- kvinnligt kön
- övervikt
- ålder över 45 år
- minskad ledspringa {\displaystyle \leq } 2 millimeter.

Labrumskada

Kirurgin utförs ofta med en titthålsteknik (artroskopi) för att korrigera förändringar i höftleden samt reparera andra skador, som skador på labrum (ledläpp), ledband och brosk. Jämfört med öppen kirurgi kan artroskopi medföra snabbare återhämtning och färre komplikationer. De sista decennierna har antalet artroskopiska ingrepp ökat exponentiellt.
Det föreligger stor brist på studier som jämför kirurgiska ingrepp med fysioterapi, kunskapen på området är därför osäker. I en randomiserad kontrollerad studie från 2018 där militärer rekryterats till att antingen opereras eller behandlas med fysioterapi, visades ingen skillnad mellan grupperna efter två år. En tredjedel kunde inte återvända i tjänst på grund av sina höftproblem.
I en multicenterstudie från 2022 på individer som var 16 år eller äldre, visades att både artroskopi och ett individuellt träningsupplägg hade effekt på smärta 12 månader efter intervention, men gruppen som fick artroskopi fick måttligt bättre resultat. Artroskopin var dock inte kostnadseffektiv. Det är också okänt hur det ser ut på längre sikt. Detta resultat stöds även av en dansk konsensusrapport från 2021.
Cochrane, internationell organisation som granskar medicinska studier, kom 2014 fram till att det saknades högkvalitativa studier som visat effekt på höftimpingement. De framhöll att det var ett antal randomiserade kontrollerade studier på väg.

## Återgång till idrott
Det råder stor brist på kunskap om vad som karakteriserar idrottare som inte återvänder till sin idrott och hur deras höftproblematik ser ut. I en review från 2021 uppskattades att cirka 12 procent inte återvände till sin idrott på grund av höftsmärtan efter operation. I en review från 2021 kom man fram till att kirurgi på idrottare under 18 år generellt hade bra utfall. Efter i genomsnitt 28 månader hade 94% av idrottarna återgått till sin idrott. Cirka 1% fick komplikationer och 5 procent behövde opereras igen. Även denna review från 2021 visade att kirurgi medförde goda chanser att återgå till idrott. I denna artikel var återgången till idrott hög bland idrottare. Endast hockeyspelare i NHL spelade färre matcher och hade kortare karriär efter operation jämfört med matchad kontrollgrupp. I övriga sporter var det ingen skillnad mellan grupperna.